# Etheostoma lepidum
Etheostoma lepidum är en fiskart som först beskrevs av Spencer Fullerton Baird och Charles Frédéric Girard, 1853.  Etheostoma lepidum ingår i släktet Etheostoma och familjen abborrfiskar. Inga underarter finns listade i Catalogue of Life.